# Division IB du Championnat du monde féminin de hockey sur glace 2019
Navigation
Division IB 2018 Division IB 2020
Le tournoi de la Division IB du Championnat du monde féminin de hockey sur glace 2019 se déroule à Pékin en Chine du 6 au 12 avril 2019.

## Format de la compétition
Le Championnat du monde féminin de hockey sur glace est un ensemble de plusieurs tournois regroupant les nations en fonction de leur niveau. Les meilleures équipes disputent le titre dans la Division Élite.
Les 10 équipes de la Division Élite sont réparties en deux groupes de 5 : les mieux classées dans le groupe A et les autres dans le groupe B. Chaque groupe est disputé sous la forme d'un championnat à matches simples. Les 5 équipes du groupe A sont qualifiés d'office pour les quarts de finale, de même que les 3 premiers du groupe B. Les 2 derniers du groupe B sont relégués en division inférieure lors de l'édition 2020. 
Pour les autres divisions qui comptent 6 équipes (sauf le groupe de Qualification pour la Division IIB qui en compte 5), les équipes s’affrontent entre elles et, à l'issue de cette compétition, le premier est promu dans la division supérieure et le dernier est relégué dans la division inférieure.
Lors des phases de poule, les points sont attribués ainsi :
- 3 points pour une victoire dans le temps réglementaire ;
- 2 points pour une victoire en prolongation ou aux tirs de fusillade ;
- 1 point pour une défaite en prolongation ou aux tirs de fusillade ;
- 0 point pour une défaite dans le temps réglementaire.

## Arbitres
La fédération internationale a désigné 11 officiels pour cette compétition.
| Arbitres                                                            | Juges de ligne |
| ------------------------------------------------------------------- | --- |
| - Ilona Novotná - Deana Cuglietta - Debby Hengst - Kristine Langley | \| - Alexandra Blair - Wang Hui - Wu Xing - Veronika Lounova \| - Loise Lybak Larsen - Jenna Puhakka - Liv Andersson \| |
| - Alexandra Blair - Wang Hui - Wu Xing - Veronika Lounova           | - Loise Lybak Larsen - Jenna Puhakka - Liv Andersson                                                                    |

## Matches
| 6 avril | Pologne | 5-3 (3-1, 1-1, 1-1) | Kazakhstan | Shougang Ice Rink 1 430 spectateurs |

| Feuille de match | Feuille de match | Feuille de match                                 | Feuille de match | Feuille de match                                                         |
| ---------------- | --- | ------------------------------------------------ | --- | ------------------------------------------------------------------------ |
|                  | Późniewska — 3 min 1 s (IN) Późniewska — 6 min 39 s - Czaplik (Późniewska) — 19 min 6 s Chrapek (Późniewska, Czaplik) — 26 min 38 s - Czaplik (Późniewska, Wieczorek) — 58 min 59 s - | 1-0 2-0 2-1 3-1 4-1 4-2 5-2 5-3                  | - Moldabay (Ahimova) — 9 min 36 s - Orazbayeva (Aldabergenova, Kitaibekova) — 34 min 52 s - Aldabergenova (Olzhabayeva) — 59 min 50 s | Arbitrage : Kristine Langley Juges de lignes : Liv Andersson et Wang Hui |
| Sass             | Gardiens | Dmitrieva (26 min 46 s) Shyokolova (33 min 14 s) | | Arbitrage : Kristine Langley Juges de lignes : Liv Andersson et Wang Hui |
| 6 min            | Pénalités | 4 min                                            | | Arbitrage : Kristine Langley Juges de lignes : Liv Andersson et Wang Hui |
| 27               | Tirs | 31                                               | | Arbitrage : Kristine Langley Juges de lignes : Liv Andersson et Wang Hui |

| 6 avril | Pays-Bas | 5-2 (2-1, 0-0, 3-1) | Corée du Sud | Shougang Ice Rink 1 460 spectateurs |

| Feuille de match | Feuille de match | Feuille de match            | Feuille de match                                                     | Feuille de match                                                         |
| ---------------- | --- | --------------------------- | -------------------------------------------------------------------- | ------------------------------------------------------------------------ |
|                  | Tijn-a-Ton (Hamers, Barton) — 6 min 50 s Barbier (van Ooijen, van Nes) — 8 min 8 s - Wielenga (van Nes, Hamers) — 50 min 16 s (SN) Hamers (Wielenga) — 51 min (SN) Even (Wielenga, Huisman) — 53 min 52 s (IN) - | 1-0 2-0 2-1 3-1 4-1 5-1 5-2 | - Kim H. (Eom, Choi Ji.) — 19 min (SN + JS) - Choi Ji. — 54 min 44 s | Arbitrage : Deana Cuglietta Juges de lignes : Alexandra Blair et Wu Xing |
| Zijlstra         | Gardiens | Han                         |                                                                      | Arbitrage : Deana Cuglietta Juges de lignes : Alexandra Blair et Wu Xing |
| 18 min           | Pénalités | 26 min                      |                                                                      | Arbitrage : Deana Cuglietta Juges de lignes : Alexandra Blair et Wu Xing |
| 33               | Tirs | 27                          |                                                                      | Arbitrage : Deana Cuglietta Juges de lignes : Alexandra Blair et Wu Xing |

| 6 avril | Chine | 3-0 (0-0, 1-0, 2-0) | Lettonie | Shougang Ice Rink 1 510 spectateurs |

| Feuille de match | Feuille de match                                                                      | Feuille de match | Feuille de match | Feuille de match                                                             |
| ---------------- | ------------------------------------------------------------------------------------- | ---------------- | ---------------- | ---------------------------------------------------------------------------- |
|                  | Lu (Deng, Zhang) — 34 min 9 s (SN) Lu (Ma, Yu) — 42 min 18 s Fang (Zhu) — 58 min 33 s | 1-0 2-0 3-0      | -                | Arbitrage : Debby Hengst Juges de lignes : Veronika Lounová et Jenna Puhakka |
| Wang Y.          | Gardiens                                                                              | K. Apsīte        |                  | Arbitrage : Debby Hengst Juges de lignes : Veronika Lounová et Jenna Puhakka |
| 35 min           | Pénalités                                                                             | 10 min           |                  | Arbitrage : Debby Hengst Juges de lignes : Veronika Lounová et Jenna Puhakka |
| 61               | Tirs                                                                                  | 9                |                  | Arbitrage : Debby Hengst Juges de lignes : Veronika Lounová et Jenna Puhakka |

| 7 avril | Kazakhstan | 1-3 (0-2, 1-0, 0-1) | Pays-Bas | Shougang Ice Rink 950 spectateurs |

| Feuille de match | Feuille de match                            | Feuille de match | Feuille de match                                                                                           | Feuille de match                                                              |
| ---------------- | ------------------------------------------- | ---------------- | --- | ----------------------------------------------------------------------------- |
|                  | - Koroleva (Konysheva) — 38 min 46 s (SN) - | 0-1 0-2 1-2 1-3  | Wielenga (van Nes) — 8 min 54 s (SN) Tijn-a-Ton (Barton) — 11 min 8 s - Wielenga (Even) — 59 min 54 s (CV) | Arbitrage : Ilona Novotná Juges de lignes : Veronika Lounová et Jenna Puhakka |
| Dmitrieva        | Gardiens                                    | Daams            | | Arbitrage : Ilona Novotná Juges de lignes : Veronika Lounová et Jenna Puhakka |
| 14 min           | Pénalités                                   | 10 min           | | Arbitrage : Ilona Novotná Juges de lignes : Veronika Lounová et Jenna Puhakka |
| 17               | Tirs                                        | 49               | | Arbitrage : Ilona Novotná Juges de lignes : Veronika Lounová et Jenna Puhakka |

| 7 avril | Lettonie | 0-1 (0-1, 0-0, 0-0) | Pologne | Shougang Ice Rink 450 spectateurs |

| Feuille de match | Feuille de match | Feuille de match | Feuille de match                                 | Feuille de match                                                             |
| ---------------- | ---------------- | ---------------- | ------------------------------------------------ | ---------------------------------------------------------------------------- |
|                  | -                | 0-1              | Chrapek (Późniewska, Czaplik) — 19 min 31 s (SN) | Arbitrage : Deana Cuglietta Juges de lignes : Loise Lybak Larsen et Wang Hui |
| K. Apsīte        | Gardiens         | Sass             |                                                  | Arbitrage : Deana Cuglietta Juges de lignes : Loise Lybak Larsen et Wang Hui |
| 22 min           | Pénalités        | 14 min           |                                                  | Arbitrage : Deana Cuglietta Juges de lignes : Loise Lybak Larsen et Wang Hui |
| 22               | Tirs             | 52               |                                                  | Arbitrage : Deana Cuglietta Juges de lignes : Loise Lybak Larsen et Wang Hui |

| 7 avril | Corée du Sud | 2-5 (1-1, 0-1, 1-3) | Chine | Shougang Ice Rink 1 600 spectateurs |

| Feuille de match | Feuille de match                                                                | Feuille de match            | Feuille de match | Feuille de match                                                                |
| ---------------- | ------------------------------------------------------------------------------- | --------------------------- | --- | ------------------------------------------------------------------------------- |
|                  | Lee E. (Kim H.) — 2 min 22 s - Kim H. (Eom, Park Jo.) — 57 min 21 s (SN + JS) - | 1-0 1-1 1-2 1-3 1-4 2-4 2-5 | - Fang (Kong, Zhu) — 7 min 32 s Liu Z. — 28 min 41 s Fang (Yang) — 43 min 52 s Pi (Ma, Deng) — 50 min 12 s - Kong (Deng) — 57 min 45 s | Arbitrage : Kristine Langley Juges de lignes : Liv Andersson et Alexandra Blair |
| Han              | Gardiens                                                                        | Wang Y.                     | | Arbitrage : Kristine Langley Juges de lignes : Liv Andersson et Alexandra Blair |
| 4 min            | Pénalités                                                                       | 8 min                       | | Arbitrage : Kristine Langley Juges de lignes : Liv Andersson et Alexandra Blair |
| 19               | Tirs                                                                            | 29                          | | Arbitrage : Kristine Langley Juges de lignes : Liv Andersson et Alexandra Blair |

| 9 avril | Corée du Sud | 4-3 (0-2, 3-0, 1-1) | Pologne | Shougang Ice Rink 750 spectateurs |

| Feuille de match | Feuille de match | Feuille de match            | Feuille de match                                                                                       | Feuille de match                                                     |
| ---------------- | --- | --------------------------- | --- | -------------------------------------------------------------------- |
|                  | - Choi Y. (Kim S.) — 32 min 40 s (SN) Choi Ji. (Kim H., Jo) — 36 min 26 s (SN) Park C. (Park Y., Park Jo.) — 38 min 33 s Park Jo. — 40 min 47 s - | 0-1 0-2 1-2 2-2 3-2 4-2 4-3 | Sfora (Wieczorek) — 5 min 32 s (SN) Późniewska (Wieczorek) — 6 min 59 s - Wieczorek — 54 min 29 s (SN) | Arbitrage : Ilona Novotná Juges de lignes : Liv Andersson et Wu Xing |
| Han              | Gardiens | Sass                        | | Arbitrage : Ilona Novotná Juges de lignes : Liv Andersson et Wu Xing |
| 10 min           | Pénalités | 24 min                      | | Arbitrage : Ilona Novotná Juges de lignes : Liv Andersson et Wu Xing |
| 35               | Tirs | 19                          | | Arbitrage : Ilona Novotná Juges de lignes : Liv Andersson et Wu Xing |

| 9 avril | Lettonie | 2-1 (TB) (1-1, 0-0, 0-0, 0-0, 1-0) | Kazakhstan | Shougang Ice Rink 1 200 spectateurs |

| Feuille de match | Feuille de match                                           | Feuille de match | Feuille de match                     | Feuille de match                                                       |
| ---------------- | ---------------------------------------------------------- | ---------------- | ------------------------------------ | ---------------------------------------------------------------------- |
|                  | Pētersone (Mihejenko) — 3 min 19 s - Kublina — 65 min (TB) | 1-0 1-1 2-1      | - Aldabergenova (Kuzmina) — 10 min - | Arbitrage : Debby Hengst Juges de lignes : Alexandra Blair et Wang Hui |
| K. Apsīte        | Gardiens                                                   | Dmitrieva        |                                      | Arbitrage : Debby Hengst Juges de lignes : Alexandra Blair et Wang Hui |
| 31 min           | Pénalités                                                  | 8 min            |                                      | Arbitrage : Debby Hengst Juges de lignes : Alexandra Blair et Wang Hui |
| 24               | Tirs                                                       | 59               |                                      | Arbitrage : Debby Hengst Juges de lignes : Alexandra Blair et Wang Hui |

| 9 avril | Pays-Bas | 4-0 (0-0, 2-0, 2-0) | Chine | Shougang Ice Rink 1 570 spectateurs |

| Feuille de match | Feuille de match | Feuille de match | Feuille de match | Feuille de match                                                                   |
| ---------------- | --- | ---------------- | ---------------- | ---------------------------------------------------------------------------------- |
|                  | Wielenga — 23 min 6 s Wielenga (Noë, de Jong) — 26 min 27 s Schollaardt (Barbier) — 41 min 11 s Hamers (Barbir, van Nes) — 55 min 8 s | 1-0 2-0 3-0 4-0  | -                | Arbitrage : Kristine Langley Juges de lignes : Loise Lybak Larsen et Jenna Puhakka |
| Zijlstra         | Gardiens | Wang Y.          |                  | Arbitrage : Kristine Langley Juges de lignes : Loise Lybak Larsen et Jenna Puhakka |
| 6 min            | Pénalités | 6 min            |                  | Arbitrage : Kristine Langley Juges de lignes : Loise Lybak Larsen et Jenna Puhakka |
| 34               | Tirs | 19               |                  | Arbitrage : Kristine Langley Juges de lignes : Loise Lybak Larsen et Jenna Puhakka |

| 10 avril | Lettonie | 1-3 (1-0, 0-1, 0-2) | Pays-Bas | Shougang Ice Rink 1 650 spectateurs |

| Feuille de match | Feuille de match        | Feuille de match | Feuille de match | Feuille de match                                                            |
| ---------------- | ----------------------- | ---------------- | --- | --------------------------------------------------------------------------- |
|                  | Miljone — 10 min 41 s - | 1-0 1-1 1-2 1-3  | - Barton (Dijkema, Tjin-a-Ton) — 35 min 59 s Huisman (Wielenga, Hamers) — 51 min 12 s (SN) Wielenga — 58 min 39 s (CV) | Arbitrage : Deana Cuglietta Juges de lignes : Loise Lybak Larsen et Wu Xing |
| Tētiņa           | Gardiens                | Zijlstra         | | Arbitrage : Deana Cuglietta Juges de lignes : Loise Lybak Larsen et Wu Xing |
| 6 min            | Pénalités               | 12 min           | | Arbitrage : Deana Cuglietta Juges de lignes : Loise Lybak Larsen et Wu Xing |
| 14               | Tirs                    | 45               | | Arbitrage : Deana Cuglietta Juges de lignes : Loise Lybak Larsen et Wu Xing |

| 10 avril | Kazakhstan | 1-5 (0-2, 0-2, 1-1) | Corée du Sud | Shougang Ice Rink 280 spectateurs |

| Feuille de match                                | Feuille de match                         | Feuille de match        | Feuille de match | Feuille de match                                                        |
| ----------------------------------------------- | ---------------------------------------- | ----------------------- | --- | ----------------------------------------------------------------------- |
|                                                 | - Orazbayeva (Tursynova) — 51 min 47 s - | 0-1 0-2 0-3 0-4 1-4 1-5 | Park Jo. (Eom, Song) — 8 min 26 s (SN) Park Jo. (Park C., Kim S.) — 19 min 3 s Park C. (Park Jo., Choi Y.) — 23 min 38 s (2 SN) Kim H. (Kim S., Jo) — 24 min 20 s (SN) - Park C. (Eom, Song) — 54 min 46 s (SN) | Arbitrage : Debby Hengst Juges de lignes : Veronika Lounová et Wang Hui |
| Dmitrieva (19 min 3 s) Shyokolova (40 min 57 s) | Gardiens                                 | Han                     | | Arbitrage : Debby Hengst Juges de lignes : Veronika Lounová et Wang Hui |
| 14 min                                          | Pénalités                                | 6 min                   | | Arbitrage : Debby Hengst Juges de lignes : Veronika Lounová et Wang Hui |
| 42                                              | Tirs                                     | 39                      | | Arbitrage : Debby Hengst Juges de lignes : Veronika Lounová et Wang Hui |

| 10 avril | Chine | 3-4 (1-1, 0-2, 2-1) | Pologne | Shougang Ice Rink 1 580 spectateurs |

| Feuille de match | Feuille de match                                                           | Feuille de match            | Feuille de match | Feuille de match                                                             |
| ---------------- | -------------------------------------------------------------------------- | --------------------------- | --- | ---------------------------------------------------------------------------- |
|                  | He X. (Yang) — 55 s - Fang — 52 min 24 s (TP) Fang (Ma) — 53 min 10 s (SN) | 1-0 1-1 1-2 1-3 1-4 2-4 3-4 | - Sikorska (Dziwok) — 12 min Późniewska (Wieczorek, Czaplik) — 32 min 32 s (SN) Gogoc (Kamińska) — 37 min 17 s (SN) Późniewska (Czaplik, Wieczorek) — 50 min 2 s (SN) - | Arbitrage : Ilona Novotná Juges de lignes : Alexandra Blair et Jenna Puhakka |
| Wang Y.          | Gardiens                                                                   | Sass                        | | Arbitrage : Ilona Novotná Juges de lignes : Alexandra Blair et Jenna Puhakka |
| 14 min           | Pénalités                                                                  | 12 min                      | | Arbitrage : Ilona Novotná Juges de lignes : Alexandra Blair et Jenna Puhakka |
| 38               | Tirs                                                                       | 31                          | | Arbitrage : Ilona Novotná Juges de lignes : Alexandra Blair et Jenna Puhakka |

| 12 avril | Corée du Sud | 4-1 (2-1, 1-0, 1-0) | Lettonie | Shougang Ice Rink 950 spectateurs |

| Feuille de match | Feuille de match | Feuille de match    | Feuille de match                                       | Feuille de match                                                       |
| ---------------- | --- | ------------------- | ------------------------------------------------------ | ---------------------------------------------------------------------- |
|                  | Park Jo. — 1 min 17 s - Song (Park Jo.) — 18 min 32 s (SN) Kim H. (Jo) — 34 min 10 s (SN) Park Jo. (Choi Y.) — 50 min 35 s | 1-0 1-1 2-1 3-1 4-1 | - A. Apsīte (Mihejenko, Pētersone) — 6 min 10 s (SN) - | Arbitrage : Ilona Novotná Juges de lignes : Alexandra Blair et Wu Xing |
| Han              | Gardiens | K. Apsīte           |                                                        | Arbitrage : Ilona Novotná Juges de lignes : Alexandra Blair et Wu Xing |
| 6 min            | Pénalités | 10 min              |                                                        | Arbitrage : Ilona Novotná Juges de lignes : Alexandra Blair et Wu Xing |
| 43               | Tirs | 10                  |                                                        | Arbitrage : Ilona Novotná Juges de lignes : Alexandra Blair et Wu Xing |

| 12 avril | Pologne | 0-2 (0-0, 0-1, 0-1) | Pays-Bas | Shougang Ice Rink 950 spectateurs |

| Feuille de match | Feuille de match | Feuille de match | Feuille de match                                                             | Feuille de match                                                         |
| ---------------- | ---------------- | ---------------- | ---------------------------------------------------------------------------- | ------------------------------------------------------------------------ |
|                  | -                | 0-1 0-2          | Wielenga (de Jong, Hamers) — 20 min 30 s Barbier (Schollaardt) — 48 min 52 s | Arbitrage : Kristine Langley Juges de lignes : Liv Andersson et Wang Hui |
| Sass             | Gardiens         | Zijlstra         |                                                                              | Arbitrage : Kristine Langley Juges de lignes : Liv Andersson et Wang Hui |
| 6 min            | Pénalités        | 8 min            |                                                                              | Arbitrage : Kristine Langley Juges de lignes : Liv Andersson et Wang Hui |
| 13               | Tirs             | 46               |                                                                              | Arbitrage : Kristine Langley Juges de lignes : Liv Andersson et Wang Hui |

| 12 avril | Kazakhstan | 2-1 (0-0, 2-1, 0-0) | Chine | Shougang Ice Rink 1 650 spectateurs |

| Feuille de match | Feuille de match                                                                               | Feuille de match | Feuille de match   | Feuille de match                                                                     |
| ---------------- | ---------------------------------------------------------------------------------------------- | ---------------- | ------------------ | ------------------------------------------------------------------------------------ |
|                  | Sviridova (Kartanbayeva) — 28 min 31 s Nurgaliyeva (Shegebayeva, Ashimova) — 32 min 1 s (SN) - | 1-0 2-0 2-1      | - Ma — 37 min 43 s | Arbitrage : Deana Cuglietta Juges de lignes : Loise Lybak Larsen et Veronika Lounová |
| Dmitrieva        | Gardiens                                                                                       | Wang Y.          |                    | Arbitrage : Deana Cuglietta Juges de lignes : Loise Lybak Larsen et Veronika Lounová |
| 2 min            | Pénalités                                                                                      | 4 min            |                    | Arbitrage : Deana Cuglietta Juges de lignes : Loise Lybak Larsen et Veronika Lounová |
| 32               | Tirs                                                                                           | 38               |                    | Arbitrage : Deana Cuglietta Juges de lignes : Loise Lybak Larsen et Veronika Lounová |

## Classement
Pour les significations des abréviations, voir statistiques du hockey sur glace.
| Clt   | Équipe       | PJ | V | VP | D | DP | BP | BC | Diff | Pts |
| ----- | ------------ | -- | - | -- | - | -- | -- | -- | ---- | --- |
| +001, | Pays-Bas (P) | 5  | 5 | 0  | 0 | 0  | 17 | 4  | +13  | 15  |
| +002, | Corée du Sud | 5  | 3 | 0  | 2 | 0  | 17 | 15 | +2   | 9   |
| +003, | Pologne      | 5  | 3 | 0  | 2 | 0  | 13 | 12 | +1   | 9   |
| +004, | Chine        | 5  | 2 | 0  | 3 | 0  | 12 | 12 | 0    | 6   |
| +005, | Kazakhstan   | 5  | 1 | 0  | 3 | 1  | 8  | 16 | -8   | 4   |
| +006, | Lettonie     | 5  | 0 | 1  | 4 | 0  | 4  | 12 | -8   | 2   |

- Promu en Division IA en 2020
- Relégué en Division IIA en 2020

## Récompenses individuelles
Les 3 meilleures joueuses désignées par l'IIHF :
- Meilleure gardienne : Kristiāna Apsīte (Lettonie)
- Meilleure défenseure : Park Chae-lin (Corée du Sud)
- Meilleure attaquante : Savine Wielenga (Pays-Bas)

La joueuse élue MVP : 
- Fang Xin (Chine)

## Statistiques individuelles
Pour les significations des abréviations, voir statistiques du hockey sur glace.
| Clt | Joueuse             | Équipe       | PJ | B | A | Pts | Pun | +/- |
| --- | ------------------- | ------------ | -- | - | - | --- | --- | --- |
| 1   | Savine Wielenga     | Pays-Bas     | 5  | 8 | 2 | 10  | 0   | +5  |
| 2   | Park Jong-ah        | Corée du Sud | 5  | 6 | 4 | 10  | 2   | +1  |
| 3   | Karolina Późniewska | Pologne      | 5  | 5 | 4 | 9   | 8   | +3  |
| 4   | Kim Hee-won         | Corée du Sud | 5  | 4 | 2 | 6   | 4   | -3  |
| 5   | Magdalena Czaplik   | Pologne      | 5  | 2 | 4 | 6   | 2   | +3  |
| 5   | Kayleigh Hamers     | Pays-Bas     | 5  | 2 | 4 | 6   | 6   | +4  |
| 7   | Kamila Wieczorek    | Pologne      | 5  | 1 | 5 | 6   | 4   | +1  |
| 8   | Fang Xin            | Chine        | 5  | 5 | 0 | 5   | 2   | +4  |
| 9   | Bieke van Nes       | Pays-Bas     | 5  | 0 | 5 | 5   | 2   | +4  |
| 10  | Zoë Barbier         | Pays-Bas     | 5  | 2 | 2 | 4   | 0   | +4  |
| 10  | Park Chae-lin       | Corée du Sud | 5  | 2 | 2 | 4   | 2   | -2  |

| Clt | Joueuse          | Équipe     | PJ | Min          | BC | Moy  | %Arr  | Bl |
| --- | ---------------- | ---------- | -- | ------------ | -- | ---- | ----- | -- |
| 1   | Kristiāna Apsīte | Lettonie   | 4  | 240 min 34 s | 8  | 2,00 | 96,26 | 0  |
| 2   | Nadia Zijlstra   | Pays-Bas   | 4  | 239 min 53 s | 3  | 0,75 | 95,89 | 2  |
| 3   | Martyna Sass     | Pologne    | 5  | 299 min 54 s | 12 | 2,40 | 93,02 | 1  |
| 4   | Daria Dmitrieva  | Kazakhstan | 5  | 230 min 32 s | 10 | 2,60 | 92,65 | 0  |
| 5   | Wang Yuqing      | Chine      | 5  | 299 min 10 s | 12 | 2,41 | 90,40 | 1  |

Nota : seules sont classées les gardiennes ayant joué au minimum 40 % du temps de jeu de leur équipe.